# Paradisbakkerne

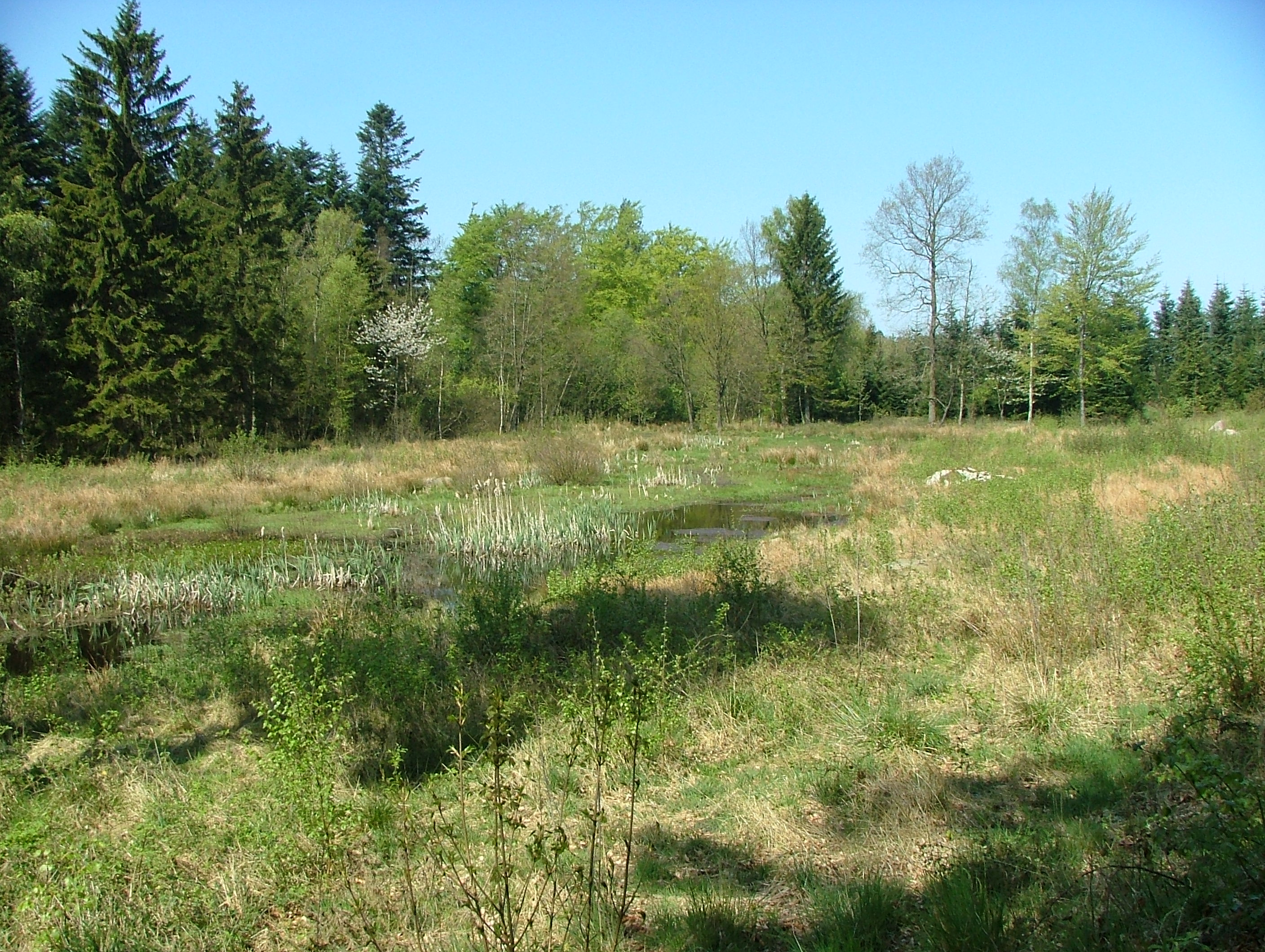
Oksemyr in den Paradisbakkerne

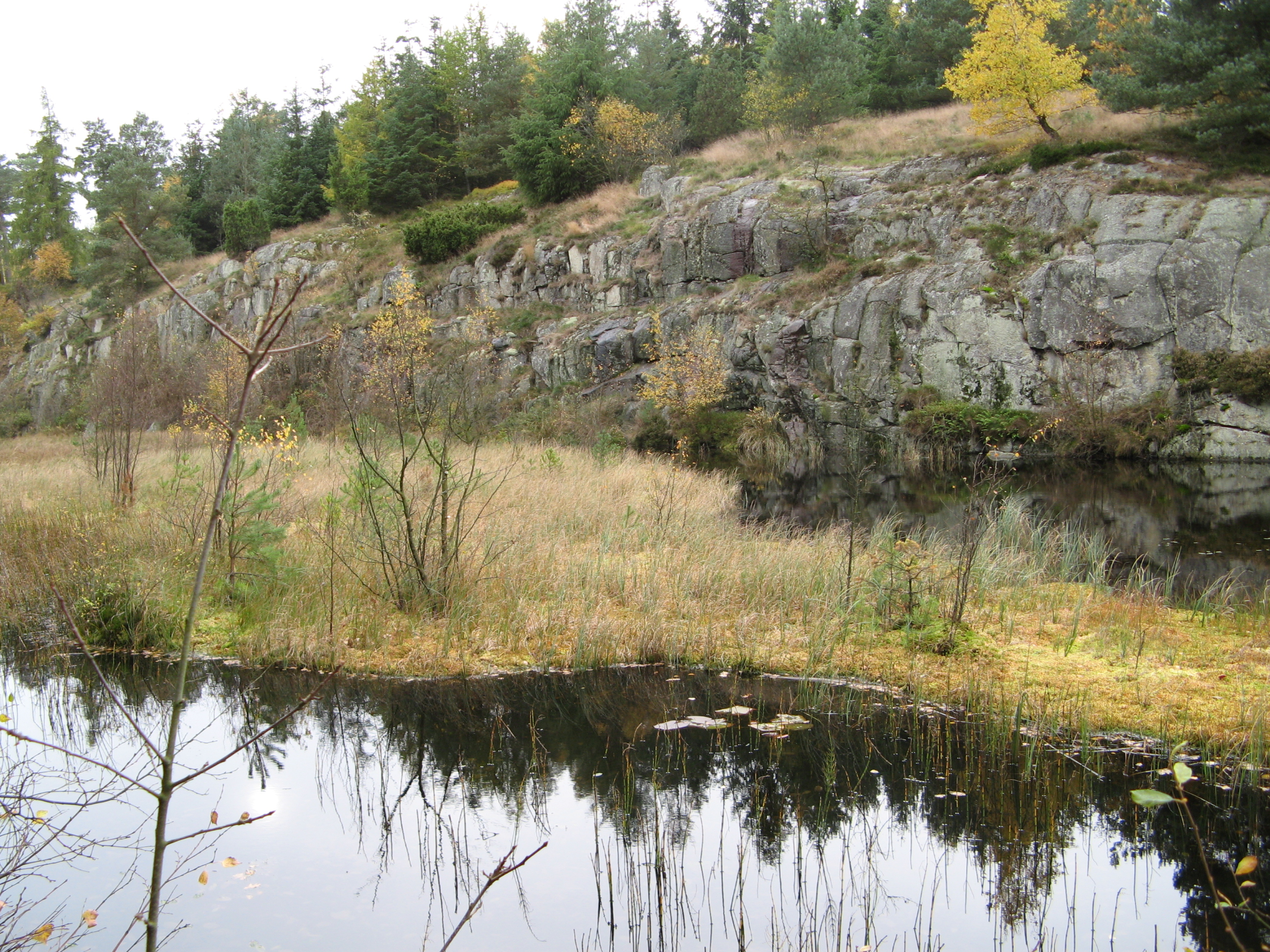
Felsformation in den Paradisbakkerne

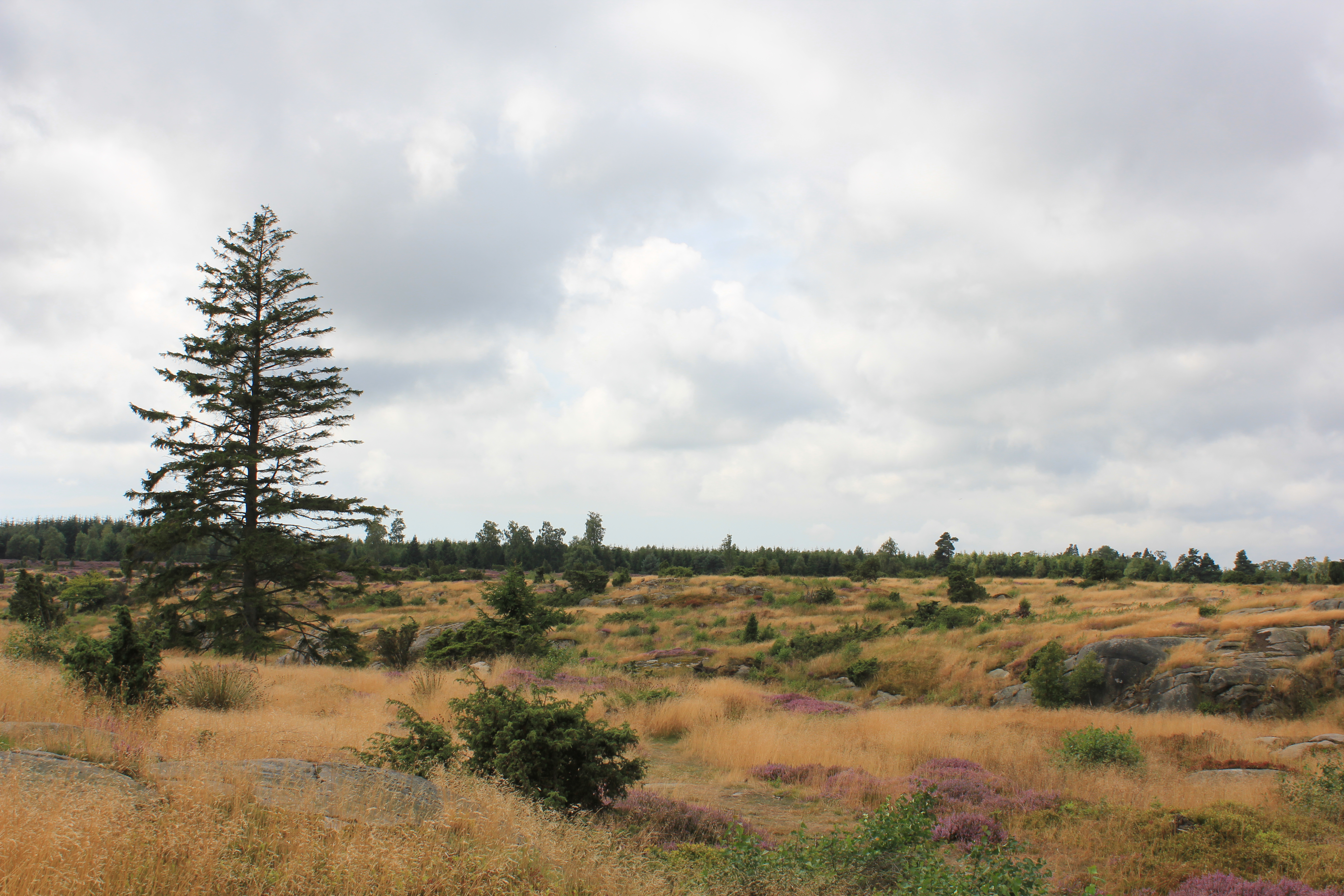
Heidelandschaft in den Paradisbakkerne

Paradisbakkerne (Paradieshügel), auch Helvedesbakkerne (Höllenhügel), ist eine Gruppe von Hügeln im Osten der Insel Bornholm. Das Gebiet liegt etwa drei Kilometer nordwestlich von Nexø, in der Region Hovedstaden. Das in Privatbesitz befindliche Gelände ist eine hügelige, felsige Landschaft mit schmalen Grabenzonen, die von fast senkrechten Felswänden gesäumt werden. Die Hügel ragen in der Regel 30 bis 50 Meter hoch über die waldige Umgebung, in der es auch eine Reihe kleiner Seen und Sümpfen gibt. Midterpilt, 113 Meter über dem Meer, ist einer der höchsten Punkte in den Paradisbakkerne. Obwohl ein Großteil des Areals heute bewaldet ist, war es einst mit Heidekraut und niedrigen Sträuchern bewachsen, was das Gebiet zu einem guten Weidegebiet machte. Die Paradisbakkerne haben eine lange kulturelle Geschichte; um viele Stellen im Gebiet, wie z. B. Slingestenen, Linkisten, Ligstenen, Dybedal, Ravnedal, Majdal und Gamle Dam, ranken sich Geschichten und Legenden.

## Geographie
Die Paradisbakkerne erheben sich über den östlichen Teil des Bornholmer Waldgebiets. Sie erstrecken sich über etwa 6200 Hektar. Das Waldgebiet der Paradisbakkerne ist ökologisch vielfältig und besitzt eine vielfältige Flora und Fauna, darunter einige seltene Amphibien und Reptilienarten. Es gibt viele Täler in Nord-Süd-Richtung, welche dem gesamten Gebiet einen hügeligen Charakter verleihen. Neben Grabenbrüchen gibt es auch zahlreiche Belege der letzten Eiszeit wie Findlinge und eiszeitliche Schlieren. Steinhaufen, die früher als Landmarken dienten und von weithin sichtbar waren, sind mittlerweile von Wald umgeben. Am Südrand liegt die Gamleborg. Die geologische Formation im Gebiet besteht aus Granit. Vor Beginn des 20. Jahrhunderts war die Landschaft von Heidekraut, Sträuchern und anderer kleinwüchsiger Vegetation bedeckt, doch seit den 1930er Jahren wurde das Gebiet aufgeforstet.

## Fauna und Flora
Die Fauna, die von der European Environment Agency für die Paradisbakkerne zusammen mit Almindingen und Ølene erfasst wurde, enthält unter anderem Breitrandkäfer (Dytiscus latissimus) und Schmalbindige Breitflügel-Tauchkäfer (Graphoderus bilineatus). Berichtete Vogelarten sind Raufußkauz (Aegolius funereus), Rohrdommel (Botaurus stellaris), Ziegenmelker (Caprimulgus europaeus), Rohrweihe (Circus aeruginosus), Kornweihe (Circus cyaneus), Wachtelkönig (Crex crex), Schwarzspecht (Dryocopus martius), Kranich (Grus grus), Seeadler (Haliaeetus albicilla), Schwarzstirnwürger (Lanius minor), Rotmilan (Milvus milvus), Fischadler (Pandion haliaetus) und Wespenbussard (Pernis apivorus). An Säugetieren gibt es in den Paradisbakkerne unter anderem Bechsteinfledermaus (Myotis bechsteinii) und Teichfledermaus (Myotis dasycneme).
Pilze in den Paradisbakkerne sind unter anderem Fliegenpilz und Krause Glucke.

## Naturschutz
Seit Beginn des 18. Jahrhunderts wurde ein großer Teil der Insel aufgeforstet. Das Weiden von Schafen wird von der Regionalgemeinde Bornholm in ausgewiesenen Bereichen gestattet. Die Paradisbakkerne haben ein umfangreiches Netz von Wanderwegen. Besuchern ist es erlaubt, zwischen Sonnenauf- und -untergang auf Pfaden und Wegen zu wandern. Außerdem gibt es Beschränkungen für Bauarbeiten von und an Wohn- und Bauernhäusern in einem Umkreis von 150 Metern um das Waldgebiet. Ein Fahrradweg, der über die gesamte Insel führt, durchquert die Paradisbakkerne in Ost-West-Richtung. Weiterhin gibt es auch einen Reitweg durch das Gebiet.
Die Rokkestenen sind ein Großsteingrab und der Albasten oder Altersten ist ein Opferstein in den Paradisbakkerne.